# Klæbrig salvie
Klæbrig salvie (Salvia glutinosa) er en klæbrig og tørketålende staude med gule blomster, der bliver dyrket som prydplante.

## Beskrivelse
Klæbrig salvie er en flerårig, urteagtig plante, der er dækket af klæbrige hår på stængler, blade og blomster. Væksten er opret og forgrenet med stive, firkantede stængler. Bladene sidder modsat, og de er spydformede med lang spids og en groft takket rand. Oversiden er rynket og mørkegrøn, mens undersiden er gråligt lysegrøn. 
Blomstringen finder sted i juli-september. Blomsterne sidder i endestillede stande, og de er 5-tallige og uregelmæssige (typiske læbeblomster) med gule kronblade. Frugterne kapsler med få frø.
Rodsystemet består af en kraftig, lodret pælerod med mange, kraftige siderødder.
Højde x bredde og årlig tilvækst: 1,00 x 0,40 m (100 x 40 cm/år).

## Hjemsted
Arten er udbredt i Mellemøsten, Kaukasus, Æst- og Sydeuropa, hvor den er knyttet til voksesteder i fuld sol eller halskygge med en let fugtig jord, som er humusrig og ikke sur. 
I gamle, lysåbne skovstepper, domineret af duneg nær Debrecen, Ungarn, findes arten samme med bl.a. guldnælde, bakkegøgelilje, blåtoppet kohvede, bølgekronet storkenæb, gul anemone, hulrodet lærkespore, Iris aphylla (en endemisk art), kranslilje, liden singrøn, liljekonval, plettet arum, Polygonatum latifolium (en art af konval), Pulmonaria mollis (en art af lungeurt), skovgaltetand, skovviol, sort druemunke, storblomstret fingerbøl og tobladet skilla
| Portal | Portal:Botanik |

## Note
1. ↑  www.nyirerdo.hu: Nyírség Forestry Corporation: Nature conservation (engelsk)